# آرگاس (کالیفرنیا)
آرگاس (به انگلیسی: Argus) یک منطقهٔ مسکونی در ایالات متحده آمریکا است که در شهرستان سن برناردینو، کالیفرنیا واقع شده‌است. آرگاس ۵۰۳ متر بالاتر از سطح دریا قرار دارد.